# 潘多拉TV
潘朵拉TV是南韓代表性的UGC視訊分享網站。建立於1999年2月4日，初名Lettee.com，2004年正式改稱“潘朵拉TV”而正式上線營運。主机用户生成内容，成立於2004年10月。潘朵拉TV是全球第一次附上廣告用户提供視訊方式的視訊分享網站，並提供上傳無限的儲存空间。2008年1月，該網站每月有2000萬訪問者造訪。
在南韓潘朵拉TV被評為最佳視訊分享網站，排名前15名(2009年3月)。自2008年4月開始提供四種語言服務。 
2013年，中国大陆解封潘多拉TV，中国用户会被该网站转到cn.pandora.tv域名，但是无法观看视频。

## 潘朵拉TV之路
- 2004年10月- 潘朵拉TV正式上線
- 2005年10月- 推出ICF廣告格式
- 2005年10月- 公司名(Lettee.com)變更為潘朵拉TV有限公司
- 2006年6月 - 美國矽谷(Silicon Valley)對潘朵拉TV投資600萬美元
- 2007年4月 - 創業投資公司DCM為潘朵拉TV投资600萬美元
- 2007年8月 - 與網絡新聞『Go News（朝鲜语：고뉴스 TV）』簽訂合作，將在6日正式開通go news live電視臺[3]
- 2007年12月-《Red Herring》(红鲱鱼)：2007亞洲100強創新企業[4]
- 2007年12月- 正式推出潘朵拉TV全球服務
- 2008年3月 - 正式啟動K-Multimedia Player
- 2008年4月 - 正式提供四種語言進行全球服務。(英文、日文、韓文及簡體中文)
- 2023年1月31日 - 服務結束。隨著服務的結束，您現在將被重定向到 Moviebloc.com。[5]

## 外部連結
- Pandora TV （页面存档备份，存于）
- K-Multimedia Player
- Pandora TV Blog